# العلاقات اليابانية الطاجيكستانية
العلاقات اليابانية الطاجيكستانية هي العلاقات الثنائية التي تجمع بين اليابان وطاجيكستان.

## مقارنة بين البلدين
هذه مقارنة عامة ومرجعية للدولتين:
| وجه المقارنة                                              | اليابان         | طاجيكستان                          |
| --------------------------------------------------------- | --------------- | ---------------------------------- |
| المساحة (كم2)                                             | 377.97 ألف      | 143.10 ألف                         |
| عدد السكان (نسمة)                                         | 126.79 مليون    | 8.92 مليون                         |
| الكثافة السكانية (ن./كم²)                                 | 335.45          | 62.33                              |
| العاصمة                                                   | طوكيو           | دوشنبه                             |
| اللغة الرسمية                                             | اللغة اليابانية | اللغة الطاجيكية                    |
| العملة                                                    | ين ياباني       | ساماني طاجيكي، الروبل الطاجيكستاني |
| الناتج المحلي الإجمالي (بليون دولار)                      | 4.87 تريليون    | 7.15 مليار                         |
| الناتج المحلي الإجمالي (تعادل القوة الشرائية) بليون دولار | 5.18 تريليون    | 24.03 مليار                        |
| الناتج المحلي الإجمالي الاسمي للفرد دولار أمريكي          | 34.52 ألف       | 925                                |
| الناتج المحلي الإجمالي للفرد دولار أمريكي                 | 36.62 ألف       | 2.69 ألف                           |
| مؤشر التنمية البشرية                                      | 0.903           | 0.624                              |
| رمز المكالمات الدولي                                      | +81             | +992                               |
| رمز الإنترنت                                              | .jp             | .tj                                |
| المنطقة الزمنية                                           | توقيت اليابان   | ت ع م+05:00                        |

## منظمات دولية مشتركة
يشترك البلدان في عضوية مجموعة من المنظمات الدولية، منها:
| علم المنظمة | اسم المنظمة                        | تاريخ انضمام اليابان | تاريخ انضمام طاجيكستان |
| ----------- | ---------------------------------- | -------------------- | ---------------------- |
|             | مؤسسة التنمية الدولية              | 27 ديسمبر 1960       | 4 يونيو 1993           |
|             | مؤسسة التمويل الدولية              | 20 يوليو 1956        | 2 ديسمبر 1994          |
|             | منظمة حظر الأسلحة الكيميائية       | ?                    | ?                      |
|             | الأمم المتحدة                      | 18 ديسمبر 1956       | 2 مارس 1992            |
|             | الاتحاد الدولي للاتصالات           | 29 يناير 1879        | 28 أبريل 1994          |
|             | منظمة الشرطة الجنائية الدولية      | ?                    | ?                      |
|             | البنك الدولي للإنشاء والتعمير      | 13 أغسطس 1952        | 4 يونيو 1993           |
|             | الاتحاد البريدي العالمي            | ?                    | ?                      |
|             | وكالة ضمان الاستثمار متعدد الأطراف | 12 أبريل 1988        | 9 ديسمبر 2002          |
|             | بنك التنمية الآسيوي                | 1966                 | 1998                   |
|             | يونسكو                             | 2 يوليو 1951         | 6 أبريل 1993           |
|             | الفريق المعني برصد الأرض           | ?                    | ?                      |

## وصلات خارجية
- موقع وزارة الخارجية اليابانية